# Xiangning
Xiangning (en chino, 乡宁; pinyin, Xiāngníng) es un condado bajo la administración directa de la Prefectura Linfen  en la Provincia de Shaanxi, República Popular China. Su área es de 2024 km² y su población total para 2010 superó los 230 mil habitantes.

## Administración
El condado de Xiangning se divide en 10 pueblos que se administran en 5 poblados y 5 villas.

## Toponimia
El condado Changning (昌宁) se estableció en el año 474 durante la dinastía Wei del Norte, y significa 'prosperidad y tranquilidad'. En la dinastía Tang, se eliminó el Chang (昌) por el tabú de que un lugar lleve el nombre de un gobernante, en este caso el de Guochang (李國昌). Xiangning significa literalmente 'villa tranquilidad' .